# Muralhas de Caernarfon
As muralhas da cidade de Caernarfon são uma estrutura defensiva medieval ao redor da cidade de Caernarfon, no norte do País de Gales. As muralhas foram erguidas entre 1283 e 1292 depois da fundação de Caernarfon por Eduardo I, ao lado do castelo adjacente. As muralhas tem 734 m de comprimento e incluem oito torres e duas portarias medievais. O projeto foi concluído utilizando um grande número de trabalhadores trazidos da Inglaterra; o custo de construção das muralhas chegou a aproximadamente £ 3.500, uma enorme soma para a época. As muralhas foram significativamente danificadas durante a rebelião de Madog ap Llywelyn em 1294 e tiveram que ser reparadas com despesas consideráveis. As mudanças políticas no século XVI reduziram a necessidade de manter tais defesas ao redor da cidade. Hoje, as muralhas fazem parte do patrimônio mundial da UNESCO administrado pela Cadw. Os arqueólogos Oliver Creighton e Robert Higham descrevem as defesas como "um circuito de paredes notavelmente intacto". 